# Golden State Project
Golden State Project es un supergrupo de hip hop formado en la costa oeste por Xzibit, Ras Kass y Saafir. El grupo se formó a finales de los 90’, llamándose en un principio Golden State Warriors, pero un comunicado de Johnnie Cochran representando a la franquicia NBA de Golden State Warriors obligó a cambiar el nombre. Su álbum The Coast is Clear fue publicado en 2001. Pero una serie de circunstancias como el hundimiento de Loud Records y la encarcelación de Ras Kass retrasaron el álbum.
Ras Kass anunció la retirada de Saafir, pero él espera que continúe en el grupo, posiblemente con un nuevo miembro.

## Discografía
- The Coast Is Clear (anunciado)

### Canciones
- "Harder" (de Man Vs. Machine, Xzibit)
- "Bounce, Rock, Golden State" (de Training Day OST)
- "N.B.A." (de Van Gogh, Ras Kass)
- "3 Card Molly" (de 40 Dayz & 40 Nightz, Xzibit)

- Datos: Q5882361